# Just a Little More Love
| Đánh giá chuyên môn | Đánh giá chuyên môn |
| Nguồn đánh giá      | Nguồn đánh giá      |
| Nguồn               | Đánh giá            |
| ------------------- | ------------------- |
| Allmusic            | [ 1 ]               |

Just a Little More Love là album phòng thu đầu tay của DJ người Pháp David Guetta, được phát hành vào ngày 10 tháng 6 năm 2012 bởi hãng đĩa Gum Prod, EMI France và Virgin Records France. Trong album có hai giọng ca chính, Chris Willis và Barbara Tucker. Ca khúc có tên "Just a Little More Love" chỉ được thu âm trong vòng ba mươi phút. Ca khúc này sau đó được phối lại bởi Wally López và được xuất hiện trong MoS: Clubbers Guide 2004 và album nhạc phim của The Football Factory. Bốn đĩa đơn từ album đã được phát hành: "Just a Little More Love", "Love Don't Let Me Go", "People Come People Go" và "Give Me Something".

## Danh sách ca khúc
1. "Just a Little More Love" (hợp tác với Chris Willis) - 3:20
2. "Love Don't Let Me Go" (hợp tác với Chris Willis) - 3:36
3. "Give Me Something" (hợp tác với Barbara Tucker) - 5:44
4. "You" (hợp tác với Chris Willis) - 3:23
5. "Can't U Feel the Change" (hợp tác với Chris Willis) - 4:53
6. "It's Alright (Preaching Paris)" (hợp tác với Barbara Tucker) - 3:49
7. "People Come People Go" (hợp tác với Chris Willis) - 3:19
8. "Sexy 17" (hợp tác với Juan Rozof) - 3:27
9. "Atomic Food" (hợp tác với Chris Willis) - 3:09
10. "133" - 3:41
11. "Distortion" (hợp tác với Chris Willis) - 3:11
12. "You Are the Music" (hợp tác với Chris Willis) - 5:58
13. "Lately" - 1:39

Bản quốc tế
1. "Just a Little More Love (Wally López Remix Edit)" (hợp tác với Chris Willis) - 3:45
2. "Love Don't Let Me Go" (hợp tác với Chris Willis) - 3:36
3. "Give Me Something" (hợp tác với Barbara Tucker) - 5:44
4. "Can't U Feel the Change" (hợp tác với Chris Willis) - 4:53
5. "It's Alright (Preaching Paris)" (hợp tác với Barbara Tucker) - 3:49
6. "Sexy 17" (hợp tác với Juan Rozof) - 3:27
7. "Atomic Food" (hợp tác với Chris Willis) - 3:09
8. "You" (có sự tham gia của Chris Willis) - 3:23
9. "Distortion (Vocal Edit Remix)" (hợp tác với Chris Willis) - 3:11
10. "Just for One Day (Heroes)" (hợp tác với David Bowie) (Radio Edit) - 3:00
11. "You Are the Music" (hợp tác với Chris Willis) - 5:58
12. "Lately" - 1:39
13. "Just a Little More Love (Elektro Edit)" (hợp tác với Chris Willis) - 3:20